# Memorial de Sanidad del Ejército y Armada
El Memorial de Sanidad del Ejército y Armada fue un periódico editado en la ciudad española de Madrid entre 1858 y 1860.

## Descripción
El periódico, en cuyo subtítulo se apuntaba que era «publicado por una reunión de oficiales de sanidad», salía quincenalmente, en cuadernos de treinta y dos páginas en cuarto. En el primer número, que salió de la imprenta que Manuel Álvarez regentaba en la calle de la Espada el 1 de diciembre de 1858, se exponían las siguientes ideas sobre la medicina militar:

«La medicina militar [...] es la que vela solícita por la salud y robustez del soldado, prendas seguras de la victoria; ella la que, esploradora infatigable, revela al general en gefe la existencia de esos enemigos invisibles que, ocultos en los efluvios de un campamento, en los miasmas de un cuartel, en las condiciones de un alimento, ó de otros mil modos y maneras, amenazan la salud del soldado ó la existencia del ejército: ella que en el furor de la pelea restaña la sangre, no bien comienza á brotar de la ancha herida, y atenta solo á los ayes del dolor, derrama en tan críticos momentos la luz de la esperanza y el bálsamo del consuelo. Por eso la medicina militar, que en siglos de barbarie fué tenida en poco, y aun desconocida á veces, ha recobrado ya el importante puesto que su mision le señala en los ejércitos civilizados»
La redacción, en una nota dirigida al lector del primer número

Colaboraban en el periódico médicos militares, entre los que se contaron Nicasio Landa y Álvarez de Carvallo, Población, José de Erostarbe y Bucet, Ruiz, Ramón Hernández-Poggio y Somovilla. Vivió hasta el año 1860.